# Мерсин (вилает)
Мерсѝн (на турски: Mersin) е вилает в Южна Турция на средиземноморското крайбрежие. Административен център на вилаета е едноименният град Мерсин.
Вилает Мерсин е с население от 2 275 216 жители (оценка от 2006 г.) и обща площ от 15 853 кв.км. Разделен е на 10 общини.

## Население
Численост на населението според преброяванията през годините:
| Година | Численост |
| 1990   | 1 267 253 |
| 2000   | 1 651 400 |
| 2011   | 1 660 522 |